# Muhammad Naji al-Otari
Muhammad Naji al-Otari (arabiska: محمد ناجي عطري), född den 1 juni 1944, är en syrisk politiker som var premiärminister i Syrien mellan 2003 och 2011. Innan han valdes till premiärminister, var han talman i det syriska parlamentet. Den 29 mars 2011 lämnade han och hans regering in sin avskedsansökan till president al-Assad efter omfattande protester mot regimen.

### Fotnoter
1. ↑  Rulers.org: Syria, läst 2016-02-14